# Arje Scheinin
Arje Nahum Scheinin, född 12 juli 1923 i Helsingfors, död 25 oktober 2003 i Åbo, var en finländsk tandläkare och professor. Han var far till professorn i farmakologi Mika Scheinin.
Scheinin avlade odontologie doktorsexamen 1958 och blev 1959 docent i cariologi vid Helsingfors universitet. Han var 1961–1987 professor i detta ämne vid Åbo universitet, där han byggde upp den odontologiska institutionen och 1981–1987 tjänstgjorde som rektor.
Scheinin blev känd för sina forskningar över sockrets andel i uppkomsten av karies och fluorens betydelse vid bekämpandet av sjukdomen. Tillsammans med kollengan Mauno Pohto utvecklade han en vitalmikroskopisk metod med vilken han som den förste i världen lyckades undersöka den levande tandens blodcirkulation.

## Utmärkelser
- Kommendörstecknet av I klass av Finlands Vita Ros’ orden,  1991[1]
- Kommendörstecknet av Finlands Lejons orden[1]
- Kommendör av Akademiska palmen[1]

[Redigera Wikidata]